# Fara Novarese
Fara Novarese é uma comuna italiana da região do Piemonte, província de Novara, com cerca de 2.120 habitantes. Estende-se por uma área de 9 km², tendo uma densidade populacional de 235 hab/km². Faz fronteira com Barengo, Briona, Carpignano Sesia, Cavaglio d'Agogna, Sizzano.

## Demografia
| Variação demográfica do município entre 1861 e 2011                               |
|                                                                                   |
| Fonte: Istituto Nazionale di Statistica (ISTAT) - Elaboração gráfica da Wikipedia |